# Codringtonia codringtonii
Codringtonia codringtonii é uma espécie de gastrópode da família Helicidae
É endémica de Grécia.